# Louis de Lorraine, duc de Joyeuse

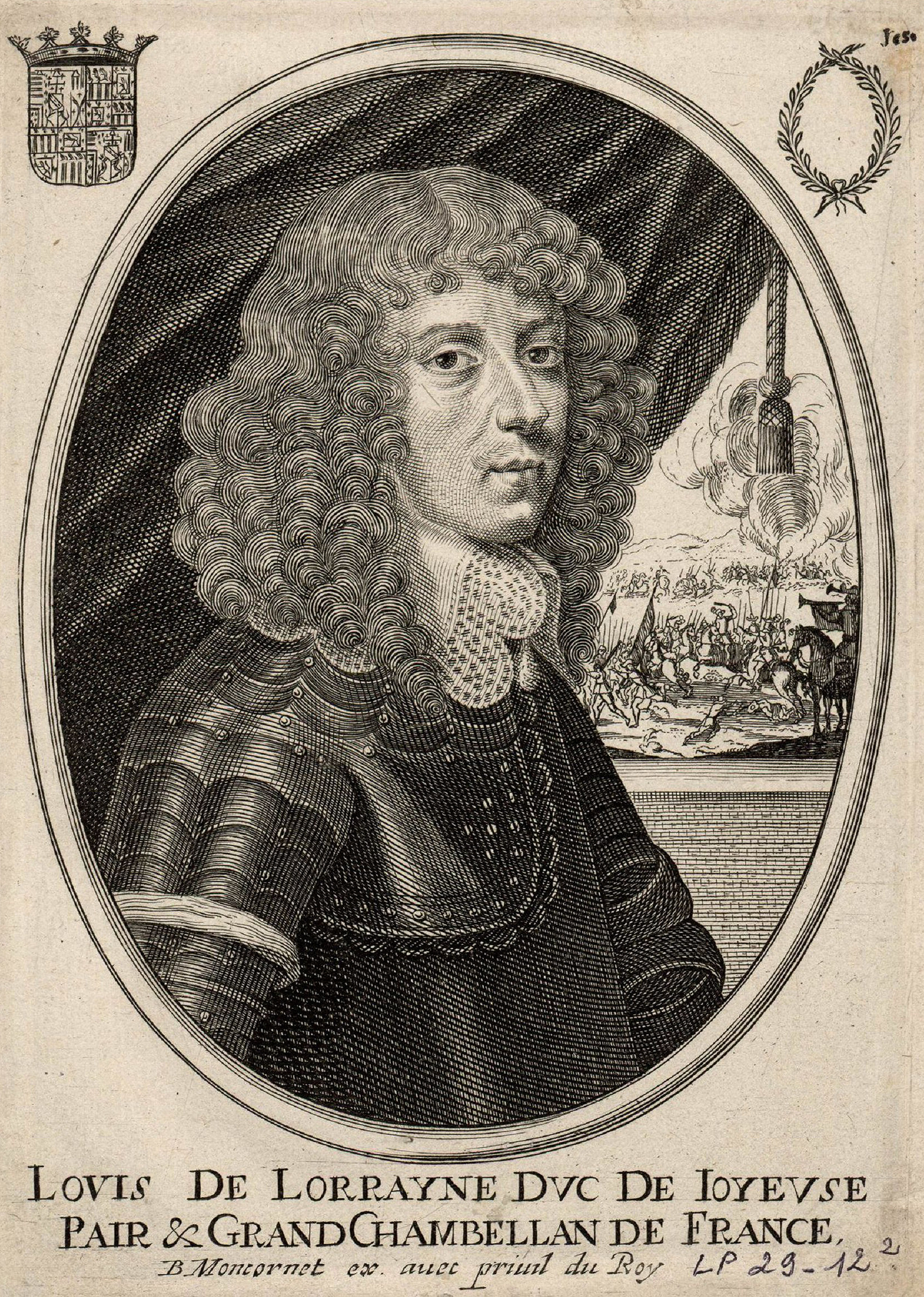
Porträt Louis’ de Lorraine, 17. Jh.

Louis de Lorraine-Guise (* 11. Januar 1622; † 27. September 1654 in Paris), kurz auch nur Louis de Guise genannt, war von 1647 bis 1654 Herzog von Joyeuse von 1653 bis 1654 Herzog von Angoulême sowie im Jahr 1654 Fürst von Joinville. Er war der Sohn von Charles de Lorraine, duc de Guise aus dem Hause Guise, einer jüngeren Linie des Hauses Vaudémont, der seit 1483 regierenden Herzöge von Lothringen, und seiner Frau Henriette Catherine de Joyeuse.
1644 übernahm er das Amt des Grand Chambellan de France. 1647 erhielt er von seiner Mutter Joyeuse und den damit verbundenen Titel des Herzogs – bis dahin war er als Chevalier de Joyeuse bekannt – sowie 1654 Joinville. 
Er starb 1654 an den Verletzungen, die er bei der Eroberung von Arras erlitten hatte.

## Familie
Er heiratete am 3. November 1649 in Toulon Marie Françoise de Valois (* 1631; † 1696), Herzogin von Angoulême, Tochter von Louis-Emmanuel de Valois und Henriette de La Guiche. Seine Ehefrau erbte 1653 die Herzogtümer Angoulême und La Guiche, er selbst führte die Titel de iure uxoris.
Louis de Lorraine und Françoise d’Angoulême hatten zwei Kinder:
- Louis Joseph (* 1650; † 1671), Herzog von Guise und Joyeuse, Fürst von Joinville
- Catherine Henriette (* 1651; † 1656)